# 가야트리 조시
가야트리 조시(힌디어: गायत्री जोशी, 영어: Gayatri Joshi, 1977년 3월 20일 ~ )는 인도의 배우이다.

## 출연 작품
- 스와데스 (2004)